# 블로우백 방식
블로우백 방식은 총에서 총강 내의 추진제 압력이 비어 있는 탄피에 직접 작용하여 노리쇠 뭉치를 후방으로 밀어냄으로써 후부에 장치된 스프링을 압축시켜 작동 부품을 원위치시키는 것이다.

## 같이 보기
- 화기 작동 방식